# 草黃海螄螺
草黃海螄螺（学名：Epitonium billeeanum）为海螄螺科海螄螺屬下的一个种。